# Cantó de Seclin-Sud

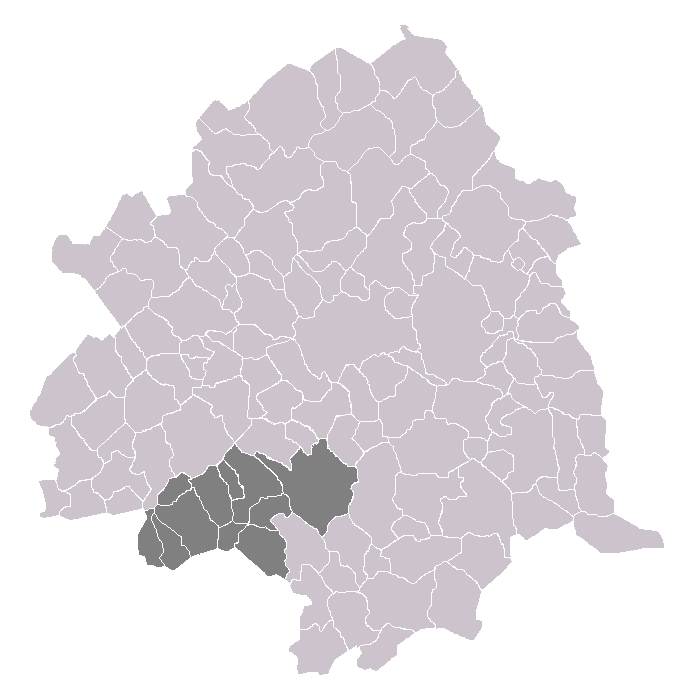
Cantó de Seclin-Sud

El cantó de Seclin-Sud és una divisió administrativa francesa, situada al departament del Nord i la regió dels Alts de França.

## Composició
El cantó de Seclin-Sud comprèn les comunes de:
- Allennes-les-Marais
- Annœullin
- Bauvin
- Camphin-en-Carembault
- Carnin
- Chemy
- Don
- Gondecourt
- Herrin
- Provin
- Seclin

## Història
| Date d'elecció                        | Identitat         | Partit |
| ------------------------------------- | ----------------- | ------ |
| 2001-                                 | Gérard Boussemart | PS     |
| Les dades anteriors no són conegudes. |                   |        |
|                                       |                   |        |

## Demografia
| 1962 | 1968 | 1975 | 1982 | 1990 | 1999   | 2006   |
| ---- | ---- | ---- | ---- | ---- | ------ | ------ |
| -    |      |      |      |      | 38.581 | 39.246 |